# Jackals
Jackals är en amerikansk skräckthrillerfilm från 2017, med regi och klippning gjord av Kevin Greutert, samt produktion gjord av Tommy Alastra, från ett manus skrivet av Jared Rivet. I rollerna syns Deborah Kara Unger, Ben Sullivan, Chelsea Ricketts, Nick Roux, Johnathon Schaech, och Stephen Dorff.
Filmen gick från början under titeln Sacrilege, och skulle då även regisseras av Darren Lynn Bousman. Han skulle dock under tystnad komma att lämna hela projektet, vilket gjorde att Kevin Greutert fick ta över rollen som regissör.

## Rollista (i urval)
| Stephen Dorff      | – Jimmy Levine    |
| Johnathon Schaech  | – Andrew Powell   |
| Deborah Kara Unger | – Kathy Powell    |
| Ben Sullivan       | – Justin Powell   |
| Chelsea Ricketts   | – Samantha        |
| Nick Roux          | – Campbell Powell |